# Andriasa diffusus
Andriasa diffusus är en fjärilsart som beskrevs av Rothschild och Jordan 1910. Andriasa diffusus ingår i släktet Andriasa och familjen svärmare. Inga underarter finns listade i Catalogue of Life.